# Saxifraga sediformis
Saxifraga sediformis är en stenbräckeväxtart som beskrevs av Adolf Engler och Irmsch.. Saxifraga sediformis ingår i Bräckesläktet som ingår i familjen stenbräckeväxter. Inga underarter finns listade i Catalogue of Life.